# Cerapachys lindrothi
Cerapachys lindrothi är en myrart som beskrevs av Wilson 1959. Cerapachys lindrothi ingår i släktet Cerapachys och familjen myror. Inga underarter finns listade i Catalogue of Life.